# Medalhistas olímpicos do surfe

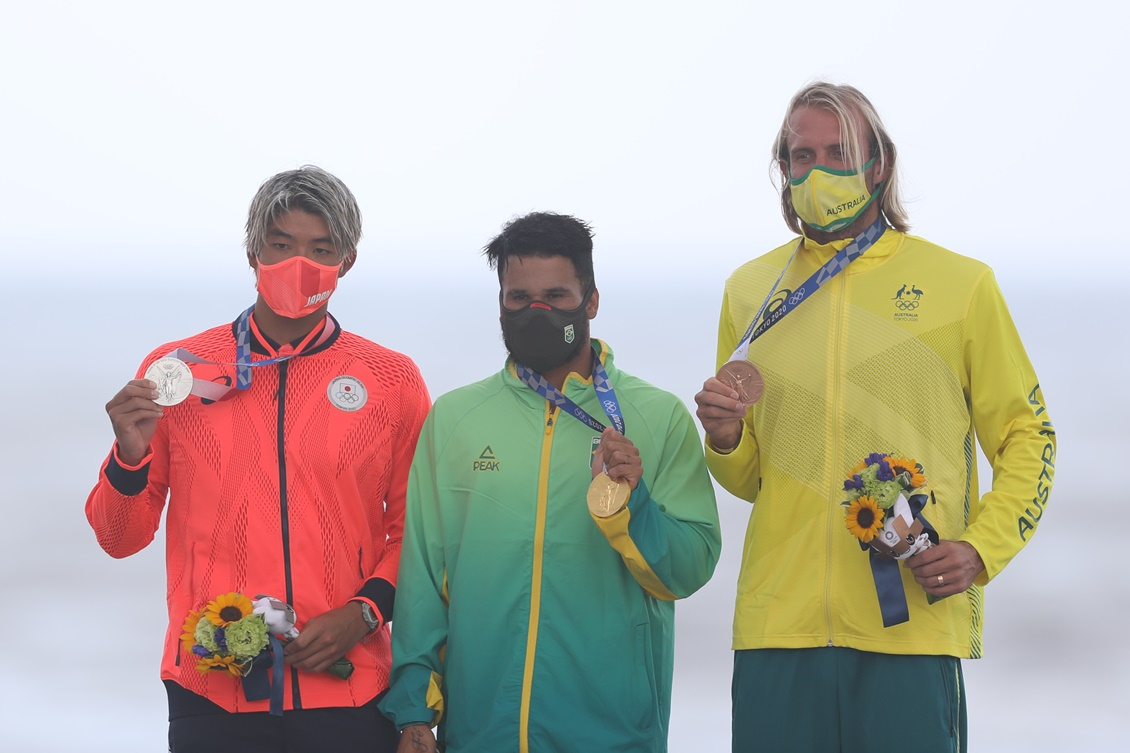
Medalhistas do evento masculino em Tóquio 2020.

Segue a lista dos medalhistas olímpicos do surfe:

## Masculino
| Evento                 | Ouro                      | Prata                       | Bronze                    |
| ---------------------- | ------------------------- | --------------------------- | ------------------------- |
| Tóquio 2020 (detalhes) | Ítalo Ferreira BRA Brasil | Kanoa Igarashi JPN Japão    | Owen Wright AUS Austrália |
| Paris 2024 (detalhes)  | Kauli Vaast FRA França    | Jack Robinson AUS Austrália | Gabriel Medina BRA Brasil |

## Feminino
| Evento                 | Ouro                              | Prata                              | Bronze                   |
| ---------------------- | --------------------------------- | ---------------------------------- | ------------------------ |
| Tóquio 2020 (detalhes) | Carissa Moore USA Estados Unidos  | Bianca Buitendag RSA África do Sul | Amuro Tsuzuki JPN Japão  |
| Paris 2024 (detalhes)  | Caroline Marks USA Estados Unidos | Tatiana Weston-Webb BRA Brasil     | Johanne Defay FRA França |